# Dermatologie
Dermatologia reprezintă o specialitate medicală ce se ocupă de totalitatea fenomenelor patologice care se produc la nivelul organului cutanat (piele, mucoase accesibile, fanere: unghii, păr), la orice vârstă. Dermato-venerologia  (sau doar venerologie) se ocupă cu studiul bolilor cu transmitere sexuală (venerice).
Spre sfârșitul secolului XX, a existat o tendință de a diviza specialitățile existente în subspecialități. În ceea ce privește dermatologia,acest fapt a dus la apariția unor domenii cum ar fi:
- Cosmetologie;
- Onicologie;
- Tricologie;
- Dermatochirurgie
- Dermatocosmetică
- Dermato-oncologie